# North Henderson (Illinois)
North Henderson – wieś w Stanach Zjednoczonych, w stanie Illinois, w hrabstwie Mercer.